# Anton Habovštiak
Anton Habovštiak (ur. 22 września 1924 w Krivej, zm. 14 kwietnia 2004) – słowacki językoznawca, pisarz i publicysta. Położył zasługi na niwie dialektologii słowackiej. 
Studiował języki słowacki i francuski na Wydziale Filozoficznym Uniwersytetu Komeńskiego w Bratysławie. Od 1948 roku prowadził badania gwaroznawcze. W latach 1950–1993 był zatrudniony jako samodzielny pracownik naukowy w Instytucie Językoznawstwa Słowackiej Akademii Nauk. W okresie od 1958 do 1993 brał udział w pracach nad słowackim atlasem językoznawczym.
W 2005 r. został odznaczony Krzyżem Pribiny I Klasy za znaczące zasługi na polu językoznawstwa i kultury.